# 朱兴全
朱兴全 (1963年8月—)，四川省什邡市人，教授，主要从事动物重要寄生虫和人兽共患寄生虫的感染与致病机制等方面的研究工作。入选中华人民共和国教育部2007年度"长江学者"特聘教授。